# Acerodon humilis
Acerodon humilis е вид бозайник от семейство Плодоядни прилепи (Pteropodidae). Видът е застрашен от изчезване.

## Разпространение
Видът е разпространен в Индонезия.